# Amica Chips
Amica Chips S.p.A. è un'azienda alimentare italiana specializzata nella produzione di patatine fritte confezionate, grissini, crostini, snack, pani e aperitivi, fondata nel 1990 a Castiglione delle Stiviere, in provincia di Mantova, dove tuttora ha sede. L'azienda produce e commercializza direttamente i suoi prodotti in Italia.

## Storia
Dalla sua fondazione, nei primi mesi degli anni novanta, l'azienda si specializza sin dall'inizio nel mercato dei private label, parallelamente inizia anche la commercializzazione di prodotti a marchio proprio. Nel 1991 diventa fornitore del gruppo Esselunga, per poi estendersi velocemente anche alle altre catene di distribuzione nazionali.
Dal 1994 al 2000 inizia una grande operazione di acquisizione di piccole aziende del settore per integrarle nella capogruppo, anche tutti gli stabilimenti produttivi di esse vengono integrati in quello di Castiglione delle Stiviere che nel 2010 ha raggiunto un'area produttiva di 40000 m². Iniziano quindi ad aggiungersi al marchio Amica Chips anche il marchio Dorita, che era una piccola azienda mantovana che produceva patatine acquistata appunto nel 1994; il marchio Pandal (nel 2006), che era un'azienda milanese che produce snack, pane svedese e corn flakes; e il marchio Mia nel 2000, che in precedenza era un'azienda operante nel settore alimentare nell'Italia nord-orientale. Nel 2003 l'azienda ha registrato a fine anno un fatturato di 37 milioni di euro, nel 2010 il fatturato si è attestato a quota 70 milioni (+6% rispetto al 2009). Attualmente, nel 2022, l'azienda esporta i propri prodotti in 22 paesi oltre i confini nazionali e fattura oltre 100 milioni di euro.

## Sponsorizzazioni
Nel 2001 Amica Chips sponsorizza il Verona (allora in Serie A) e nel 2004 il Bologna (anch'esso in Serie A in quell'anno). Entrambe le squadre retrocessero in Serie B a fine campionato. L'azienda è stata sponsor di due squadre maschili di ciclismo su strada, l'italiana Amica Chips-Tacconi Sport tra il 1998 e il 2000, e la sammarinese Amica Chips-Knauf nel 2009.
Amica Chips è anche stato sponsor di Gardaland Park, alcuni suoi messaggi promozionali vengono inviati all'inizio e fine di tutti gli spettacoli presenti nel resort.

## Pubblicità
Il marchio Amica Chips è stato protagonista di uno spot pubblicitario andato in onda sulle reti italiane nel 2006, che aveva come protagonista l'attore pornografico Rocco Siffredi, il quale si vantava di essere un grande intenditore di patatine. Lo spot, per i suoi doppi sensi sessuali, è stato pesantemente censurato dall'Istituto dell'Autodisciplina Pubblicitaria. Dopo la censura è stato trasmesso in versione muta, fino alla fine del contratto con le reti televisive. Nella versione originale lo spot aveva come colonna sonora Daddy Cool dei Boney M.
Nel 2024 un nuovo spot problematico è apparso sulle tv italiane. Lo spot vede un gruppo di suore procinte di ricevere il sacramento della comunione, ma sgomente si accorgono che, al posto dell'ostia vengono distribuite delle patatine, per poi inquadrare una delle suore mangiare patatine con veemenza, nascosta in un confessionale, ed infine una voce fuori campo esclamare "Amica Chips. Il divino quotidiano": L'Aiart - Associazione Cittadini Mediali: ha giudicato blasfemi i contenuti, ed in seguito ha segnalato ciò allo IAP che ha accettato la richiesta è ne ha chiesto l'oscuramento. Nonostante ciò del suddetto spot ne esistono tre versioni, due delle quali hanno continuato ad andare tranquillamente in onda, poiché non ritenute blasfeme.